# مدينة الملك عبد العزيز للعلوم والتقنية
مدينة الملك عبد العزيز للعلوم والتقنية، مؤسسة علمية حكومية لها شخصيتها الاعتبارية المستقلة وملحقة برئيس مجلس الوزراء ومقرها الرئيس مدينة الرياض. أنشئت عام 1977 م تحت اسم المركز الوطني العربي السعودي للعلوم والتقنية، وفي عام 1985 تغيرت تسمية المركز إلى مدينة الملك عبد العزيز للعلوم والتقنية 
 تقوم المدينة بإجراء البحوث العلمية التطبيقية لخدمة التنمية وتقديم المشورة العلمية على المستوى الوطني. وتضطلع بدور رئيسي في التخطيط للعلوم والتقنية في المملكة العربية السعودية بما في ذلك المشاركة في إعداد الخطط الوطنية للعلوم والتقنية والابتكار ووضع الاستراتيجيات اللازمة لتنفيذها، ودعم برامج ومشاريع البحوث العلمية للأغراض التطبيقية والعمل على تطوير آليات لتحويل مخرجات البحث العلمي والتطوير التقني إلى منتجات صناعية، إضافة إلى تقديم الخدمات العلمية المتخصصة في مجالات المعلومات والنشر العلمي وتسجيل براءات الاختراع، وتسعى المدينة إلى التنسيق مع الأجهزة الحكومية والمؤسسات العلمية ومراكز البحوث في المملكة في مجالات البحوث العلمية التطبيقية وتبادل المعلومات والخبرات، وكذلك عقد الشراكات من خلال التعاون العلمي بين المملكة والمؤسسات العلمية الدولية، وفي عام 1397هـ انتقل البحث والتطوير التقني بالمدينة إلى حل المشكلات التي تعترض برامج التنمية من خلال الدعم والتشجيع والتنسيق بين جهود مراكز البحث والتطوير في المملكة.

## اختصاصات المدينة
تختص مدينة الملك عبد العزيز للعلوم والتقنية في تحقيق وإنجاز ست مهام هي:
- اقتراح السياسة الوطنية لتطوير العلوم والتقنية ووضع الاستراتيجية والخطة اللازمة لتنفيذها.
- تنفيذ برامج بحوث علمية تطبيقية لخدمة التنمية في المملكة العربية السعودية.
- مساعدة القطاع الخاص في تطوير بحوث المنتجات الزراعية والصناعية التي تتم عن طريقها.
- دعم برامج البحوث المشتركة بين المملكة والمؤسسات العلمية الدولية لمواكبة التطوير العلمي العالمي سواء عن طريق المنح أو القيام بتنفيذ بحوث مشتركة.
- تقديم منح دراسية وتدريبية لتنمية الكفايات الضرورية للقيام بإعداد وتنفيذ برامج البحوث العلمية وتقديم منح للأفراد والمؤسسات العلمية للقيام بإجراء بحوث علمية تطبيقية.
- التنسيق مع الأجهزة الحكومية والمؤسسات العلمية ومراكز البحوث في المملكة العربية السعودية في مجال البحوث وتبادل المعلومات والخبرات ومنع الازدواج في مجهوداتها.[4]

## الرؤساء
- أنس بن فارس الفارس: (سابق)
- تركي بن سعود بن محمد آل سعود: (سابق)
- محمد بن إبراهيم السويل: (سابق)
- صالح بن عبد الرحمن العذل: (سابق)
- رضا عبيد: (سابق)
- د. منير بن محمود الدسوقي[5]

## معاهد المدينة
تحتوي مدينة الملك عبد العزيز للعلوم والتقنية على سبعة معاهد علمية متخصصة:
- معهد بحوث الحاسب.
- معهد بحوث الفضاء.
- معهد بحوث الموارد الطبيعية والبيئة.
- معهد بحوث الطاقة الذرية.
- معهد بحوث البتروكيماويات.
- معهد بحوث الطاقة.
- معهد بحوث البترول والغاز.

## مراكز وبرامج المدينة
تحتوي مدينة الملك عبد العزيز للعلوم والتقنية على عشرين مركز متخصص في مجالات متخصصة وهي:
- المركز الوطني لبحوث التقنيات المتناهية الصغر.
- المركز الوطني للربوت والأنظمة الذكية.
- المركز الوطني لبحوث المياه.
- المركز الوطني للرياضيات والفيزياء.
- المركز الوطني للتطوير التقني.
- المركز الوطني للتقنية الحيوية.
- المركز الوطني للإلكترونيات والاتصالات والضوئيات.
- المركز الوطني لتقنية الخلايا الجذعية.
- المركز الوطني للتقنية الزراعية.
- المركز الوطني لتقنية البيئة.
- المركز الوطني للحماية من الإشعاع.
- المركز الوطني لإدارة النفايات المشعة.
- مركز تميز ابحاث اتصالات النطاق العريض اللاسلكية (المدينة - انتل).
- مركز تميز ابحاث البرمجيات (المدينة - اي بي ام).
- مركز تميز ابحاث القمر والاجرام القريبة من الأرض (المدينة - ناسا).
- مركز تميز ابحاث الفضاء والطيران (المدينة - جامعة ستانفورد).
- مركز تميز ابحاث الحياة الفطرية (المدينة - هيئة الحياة الفطرية).
- مركز تميز ابحاث تقنية النانو (المدينة - اي بي ام).
- مركز تميز ابحاث التصنيع بتقنية النانو (المدينة - إنتل).
- مركز تميز ابحاث تقنية النانو الخضراء (المدينة - جامعة كاليفورنيا).
- مركز تميز ابحاث تقنية النانو الحيوية (المدينة - جامعة نورث ويسترن).
- مركز الشرق الأوسط لكفاءة الطاقة (المدينة -إنتل).

كما تحتوي المدينة على خمس برامج وطنية بحثية متخصصة هي:
- البرنامج الوطني لتقنية الأقمار الاصطناعية.
- البرنامج الوطني للإلكترونيات والاتصالات والضوئيات.
- البرنامج الوطني للمواد المتقدمة ونظم البناء.
- البرنامج الوطني لتقنية السيارات.
- البرنامج الوطني لتقنية الطيران.

## المكاتب التابعة للمدينة
بالإضافة لمركز المدينة الواقع في في شمال مدينة الرياض على بعد 40 كم من مطار الملك خالد الدولي

### مكتب جدة
ومهام المكتب تشمل تنسيق وتوثيق مشاركات المدينة ومتابعة المعاملات الرسمية الخاصة بالمدينة في منطقة مكة المكرمة، ونشر المعرفة عن المدينة وانشطتها وإنجازاتها وتوزيع مطبوعاتها على الجهات والافراد أصحاب العلاقة، وتمثيل المدينة في المواضيع ذات العلاقة بالمدينة، وترتيب زيارات منسوبي المدينة المكلفين بمهام رسمية في منطقة مكة المكرمة وعمل الحجوزات وتوفير المواصلات لهم، والتواصل مع وسائل الاعلام في المنطقة بالتنسيق مع المدينة، وتنظيم عقد المؤتمرات واللقاءات الصحفية حول المدينة وانشطتها.

## التعاون التقني والعلمي للمدينة
من المهام المنوطة بالمدينة تقديم الخبرات والاستشارات العلمية والتقنية للأجهزة الحكومية والمؤسسات الوطنية في المملكة العربية السعودية، إضافة إلى تمثيل المملكة في المنظمات والهيئات العلمية الدولية للاستفادة من إمكانياتها ومتابعة المستجدات العلمية العالمية، وقد قامت مدينة الملك عبد العزيز للعلوم والتقنية بتكوين لجان وطنية مختلفة للتعاون العلمي مع الجهات والمؤسسات في السعودية وفي الخارج، كما أنشأت المركز الوطني للتطوير التقني لدعم المشاريع التقنية المنبثقة من الأفكار الإبداعية الخلاقة وصولا إلى المنهج النهائي، إضافة إلى إدارة التعاون الدولي المعنية بقضايا التعاون الدولي في مجالات العلوم والتقنية.
التعاون التقني العلمي الداخلي: فعلت المدينة تعاونها الداخلي من خلال إنشاء لجان وطنية وحاضنات تقنية:
- اللجان الوطنية: أنشأت المدينة لهذا الهدف ست لجان وطنية هي اللجنة الوطنية لسلامة المرور وتختص بدراسة المشاكل والمعوقات التي تعترض تنفيذ خطط التنمية فيما يتعلق بسلامة المرور، واللجنة الوطنية الاستشارية الدائمة لتشعيع الأغذية وتختص بتقديم الاستشارات والتوصيات في مجال تطبيقات وتشريعات تقنية تشعيع الأغذية للجهات الحكومية والخاصة، واللجنة الوطنية للأخلاقيات الحيوية والطبية، واللجنة الوطنية للتعليم تقوم اللجنة بإجراء دراسات تتعلق بتطوير التعليم، واللجنة الوطنية لنظم المعلومات الجغرافية وتهدف إلى توحيد المواصفات والأسس العامة لمتطلبات إنشاء القاعدة الوطنية لنظم المعلومات الجغرافية، واللجنة الوطنية للسلامة الإحيائية.
- حاضنات التقنية ومراكز الابتكار: تنفذ المدينة عدة برامج للتقنية ومراكز الإبداع هي برنامج حاضنات وواحات التقنية ويهدف إلى العمل مع القطاعات الوطنية المختلفة جامعات ومراكز بحث وشركات مستثمرين لتطوير التقنية في المملكة العربية السعودية، برنامج إدارة المعرفة ويهدف إلى إدارة المعرفة ضمن المكونات البحثية للمدينة.

التعاون التقني العلمي الخارجي: قامت المدينة بتفعيل تعاونها الخارجي مع العالم العربي والجوار الإقليمي والتعاون الدولي:
- التعاون العربي: يتم التعاون العلمي والتقني مع الدول العربية من خلال اللجان السعودية العربية المشتركة، كما تتعاون المدينة مع عدد من المنظمات واللجان العلمية العربية مثل المنظمة العربية للتربية والثقافة والعلـوم (الألكسو)، لجنة الأمم المتحدة الاقتصادية والاجتماعية لغربي آسيا (الأسكوا)، الهيئة العربية للطاقة الذرية، مركز الشرق الأوسط الإقليمي للنظائر المشعة، اتحاد مجالس البحث العلمي العربية.
- التعاون الإسلامي: يتم التعاون مع دول العالم الإسلامي من خلال اللجنة الدائمة للتعاون العلمي والتقني (الكومستيك) المنبثق من منظمة التعاون الإسلامي، والذي يتكون أعضاؤها من جميع أعضاء منظمة المؤتمر الإسلامي، وتهدف اللجنة إلى تقييم الموارد البشرية والمادية وتطوير القدرات المحلية في مجال العلوم والتقنية وتعزيز التعاون العلمي والتقني وتنسيقه بين الدول الأعضاء، وتمثل المدينة المملكة العربية السعودية في اجتماعات اللجنة ونشاطاتها المختلفة.
- التعاون الدولي: يتم التعاون مع دول العالم من خلال تجديد المدينة الاشتراك في المنظمات والهيئات والاتحادات الدولية لتصبح والتي بلغت 32 اتحاد ومنظمة وهيئة دولية مثل رابطة معاهد علوم البيئة، مجلس العلوم الدولي، الاتحاد الدولي للفيزياء الحيوية البحتة والتطبيقية، الاتحاد الدولي للميكانيكا البحتة والتطبيقية، الاتحاد الدولي لجمعيات العلوم البيولوجية الدقيقة.
- شركة الاتصالات السعودية (stc): وقعت المدينة وشركة الإتصالات السعودية مذكرة تعاون في مجال تطوير خدمات الاتصالات وصور الأقمار الصناعية، وتهدف الإتفاقية للتعاون في تطوير منتجات الأقمار الصناعية مثل مشاريع الإستشعار عن بعد، ورصد الأرض وعلوم الفضاء وتطبيقاته. كما تضمنت تطوير بوابة تفاعلية لتسهيل معالجة طلبات العملاء لمنتجات الصور الفضائية الناتجة من هذه الشراكة.[11]

## إدارة البحث العلمي
تعتبر إدارة البحث العلمي من أهم إدارات مدينة الملك عبد العزيز للعلوم والتقنية، حيث تُشرف على الأبحاث التي تدعمها المدينة في الجامعات ومراكز البحوث في المملكة، وتتولى المسؤولية الكاملة عن الإعلان، واستقبال مشروعات البحوث التطبيقية التي تدعمها المدينة ومشروعات البحوث الوطنية التي ترد إلى المدينة لدراستها وإمكانية دعمها.

## إصدارات
تُصدر المدينة منذ عام 1408هـ مجلة العلوم والتقنية، بالإضافة إلى عدد من المجلات العربية والمترجمة التي تدعم نشر المعارف العلمية، مثل مجلة «العلوم والتقنية» التي يزيد عمرها على الثلاثين سنة، ومجلة «العلوم والتقنية للفتيان»، ومجلة «نيتشر» العربي، وثماني مجلات علمية بالتعاون مع «سبرينجر نيتشر» وهي:
• مجلة التقنية الحيوية (3Biotech)
• مجلة علم النانو التطبيقي
• مجلة علوم المياه التطبيقية
• مجلة بحوث البتروكيماويات التطبيقية
• مجلة تقنية الاستكشاف والإنتاج البترولي
• مجلة مولدات الطاقة المتجدِّدة والمستدامة
• مجلة النظم المعقدة الذكية
• مجلة انتقالات الطاقة

## برنامج بادر
هو برنامج بادر لحاضنات التقنية، يُعد أحد برامج المدينة الذي تأسس عام 2007م، ويعني مصطلح بادر المبادرة، وهو برنامج وطني شامل يسعى إلى تفعيل وتطوير حاضنات الأعمال التقنية لتسريع ونمو الأعمال التقنية الناشئة في المملكة. يعمل برنامج بادر على تطوير وإنماء ودعم عملية ريادة الأعمال التقنية والحاضنات في كافة أنحاء المملكة، من خلال تطبيق البرامج الوطنية الشاملة، ودعم مبادرات السياسة الاستراتيجية المطبقة في مجال ريادة الأعمال والحاضنات بالتعاون مع الهيئات الحكومية والجامعات والقطاع الخاص.
يعمل برنامج بادر من خلال موقعين بمدينة الرياض الأول في حي النخيل، مخرج 2 تقاطع الطريق الدائري الشمالي مع طريق الأمير تركي بن عبد العزيز الأول، وبمدينة الملك فهد الطبية شارع خريص تقاطع شارع الضباب، بالإضافة إلى حاضنات البرنامج الأخرى في مدن الخرج، جدة، عنيزة، الدمام، وكذلك بالتعاون مع عدة شركات، ورواد الأعمال التقنية، والمهتمين بالتقنية في المملكة. تقوم الحاضنات التقنية بتقديم خدمات متنوعة من خلال الحاضنة نفسها، أو عبر شبكة اتصالاتها، وتتضمن هذه الخدمات، تقديم الاستشارات المطلوبة، وتوفير مكاتب، ومختبرات، وخدمات إدارية وسكرتارية، وغيرها لتحويل الأفكار إلى مشاريع تقنية واعدة.

## براءات الاختراع
أسست المدينة مكتب للبراءات السعودية، وهو مكتب وطني أسس لتوفير الحماية للاختراعات والتصميمات التخطيطية للدارات المتكاملة والأصناف النباتية والنماذج الصناعية في المملكة العربية السعودية. بدأت المدينة في متابعة ما يتعلق ببراءات الاختراع بعد إشعارها عام 1402 هـ بالأمر الملكي القاضي بالموافقة على انضمام المملكة إلى المنظمة العالمية للملكية الفكرية (ويبو) على اعتبار أن موضوع الملكية الفكرية يتعلق أساسًا بتسجيل براءات الاختراع وتنظيم أمور نقل التقنية وأن المدينة تختص بهذه المهمة لكونها الجهة المؤهلة علميا وعمليا لذلك. صدر أول نظام براءات اختراع في المملكة بموجب مرسوم ملكي بتاريخ 1409 هـ الموافق 1989م، ونص على أنه يهدف إلى توفير الحماية الكاملة للاختراعات داخل المملكة، وقد انتهى العمل به في 1425 هـ الموافق 2004م. وصدر نظام براءات الاختراع والتصميمات التخطيطية للدارات المتكاملة والأصناف النباتية والنماذج الصناعية بموجب مرسوم ملكي بتاريخ 1425 هـ الموافق 2004م. وأوكل لمدينة الملك عبد العزيز للعلوم والتقنية تولي إصدار وحماية براءات الاختراع الصادره منها.

## برنامج الأمن الوطني
يعمل البرنامج تحت إشراف مدينة الملك عبد العزيز للعلوم والتقنية ويعمل على: ضم العديد من المنتجات والمشروعات البحثية ذات الاهتمام الخاص والسرية في البيانات والمعلومات الأمنية والعسكرية داخل المملكة وخارجها، والتنسيق مع الأجهزة والمؤسسات الحكومية لإبرام الاتفاقيات للتعاون في مجالات العلوم والتقنية وتقديم الاستشارات الفنية والعلمية، وربط فرق العمل في المراكز والمعاهد البحثية التابعة للمدينة مع الجهات في القطاع العام والخاص.
ووقعت المدينة مذكرات تفاهم تعاونية في أكثر من خمسة عشر مجالاً في الأمن الوطني مع كل من وزارة الدفاع ووزارة الحرس الوطني ووزارة الداخلية، ونسقت كذلك عدد من الزيارات الميدانية للاطلاع على منتجات المدينة، ومعرفة احتياجات هذه الوزارات في هذا المجال.

### التقنيات الاستراتيجية لبرنامج الأمن الوطني
- تقنيات تصميم وصناعة الصواريخ
- تقنيات تصميم وصناعة الطائرات بأنواعها
- تقنية العلوم النووية
- تقنيات الأقمار الصناعية
- تقنيات القيادة والسيطرة والاتصالات والحاسب والبحث والاستطلاع
- تقنيات الروبوت
- تقنيات الرادار والحرب الإلكترونية
- تقنية أمن المعلومات[17]

## اقرأ أيضاً
- وحدة أبحاث الخلايا الجذعية

## وصلات خارجية
- 3399 طلب براءة اختراع لدى «العلوم والتقنية» خلال عام
- المملكة تمثل الشرق الأوسط وشمال أفريقيا بمجلس البحوث العالمي